# Lê Thị Thanh Lam
Lê Thị Thanh Lam (sinh năm 1974) là chính trị gia người Việt Nam. Bà hiện là Ủy viên Ban Chấp hành Đảng bộ Tỉnh, Phó Trưởng đoàn phụ trách đoàn Đại biểu Quốc hội khóa XV tỉnh Hậu Giang. , Đại biểu Quốc hội Việt Nam khóa XV, nhiệm kì 2021-2026 thuộc đoàn Đại biểu Quốc hội  tỉnh Hậu Giang 

## Xuất thân
Bà sinh ngày 30/11/2021, quên quán xã Hòa Bình, huyện Vĩnh Cửu, tỉnh Đồng Nai
Thường trú tại Số 5, đường Lý Nam Đế, khu vực 4, phường 5, thành phố Vị Thanh, tỉnh Hậu Giang 

## Giáo dục
Giáo dục phổ thông: 12/12
- Chuyên môn, nghiệp vụ: Cử nhân Quản trị kinh doanh
- Học vị: Thạc sĩ Kinh tế
- Lý luận chính trị: Cao cấp
- Ngoại ngữ: Anh, trình độ B1

## Sự nghiệp
- 1/1991 - 7/1993: Nhân viên Trung tâm Văn hóa-Thông tin huyện Vị Thanh, tỉnh Cần Thơ
- 8/1993 - 6/1995: Phó Bí thư Đoàn ấp 7, thị trấn Vị Thanh, huyện Vị Thanh, tỉnh Cần Thơ
- 7/1995 - 6/1999: Phó Bí thư Đoàn thị trấn Vị Thanh, huyện Vị Thanh, tỉnh Cần Thơ
- 7/1999 - 6/2001: Bí thư Đoàn phường I, thị xã Vị Thanh, tỉnh Cần Thơ
- 7/2001 - 11/2003: Ủy viên Ban Thường vụ, Trưởng ban Ban Nữ công Liên đoàn Lao động thị xã Vị Thanh, tỉnh Cần Thơ
- 12/2003 - 6/2008: Ủy viên Ban Chấp hành, Phó Trưởng ban Ban Nữ công, Liên đoàn Lao động tỉnh Hậu Giang
- 7/2008 - 10/2010: Ủy viên Ban Thường vụ, Trưởng ban Ban Nữ công, Liên đoàn Lao động tỉnh Hậu Giang
- 11/2010 - 3/2012: Ủy viên Ban Thường vụ, Phó Trưởng ban Ban Tuyên giáo-Nữ công, Liên đoàn Lao động tỉnh Hậu Giang
- 4/2012 - 9/2014: Ủy viên Ban Chấp hành Đảng bộ thành phố Vị Thanh, Bí thư Đảng ủy xã Hỏa Lựu, thành phố Vị Thanh, tỉnh Hậu Giang
- 9/2014 - 7/2015: Ủy viên Đảng đoàn, Phó Chủ tịch Liên đoàn Lao động tỉnh Hậu Giang
- 7/2015 - 6/8/2021: Ủy viên Ban Chấp hành Tổng Liên đoàn Lao động Việt Nam, Ủy viên Ban Chấp hành Đảng bộ tỉnh, Bí thư Đảng đoàn, Bí thư Chi bộ, Chủ tịch Liên đoàn Lao động tỉnh Hậu Giang
- 7/2021 - nay: Tỉnh ủy viên, Phó Trưởng đoàn chuyên trách Đoàn ĐBQH khóa XV tỉnh Hậu Giang; Đại biểu Quốc hội khóa XV, Ủy viên Uỷ ban Đối ngoại của Quốc hội.